# Ефект непохитного переконання
Ефект непохитного переконання, також відомий як концептуальний консерватизм (англійською belief perseverance), – це дотримання віри в переконання, попри появу нової інформації, яка спростовує його. Віра в такі переконання може посилюватися, коли хтось приводить докази проти. Цей феномен відомий як "ефект зворотного результату" ("backfire effect"), що є частиною підтверджувального упередження. 
Оскільки раціональність охоплює концептуальну гнучкість, ефект непохитного переконання не суперечить думці, що люди іноді можуть діяти ірраціонально. Філософ Ф. К. С. Шиллер вважав, що ефект непохитного переконання "заслуговує того, щоб входити до основних "законів природи"".

## Докази з експериментальної психології
За словами Лі Росса та Крейга А. Андерсона, «такі переконання надзвичайно стійкі до емпіричних доказів, які здаються логічно переконливими».  За допомогою поняття про непохитне переконання можна зрозуміти чи по-новому пояснити наступні експерименти.
Перше дослідження ефекту провели психологи  Фестінгер, Рікен, і Шехтер. Вони спостерігали за членами культу, які вірили, що кінець світу настане 21 грудня 1954 року. Незважаючи на те, що передбачення не збулося, більшість з них все ще дотримувались своїх переконань.
При перегляді оцінки ймовірностей у світлі нової інформації, випробовувані показали чітку тенденцію не брати до уваги нові докази.
В іншому дослідженні математично компетентним підліткам та дорослим було поставлено сім арифметичних задач. Спочатку їх попросили надати приблизні відповіді без допомоги сторонніх засобів. Наступним завданням було визначити точні результати за допомогою кишенькового калькулятора, який спеціально видавав неправильні результати (напр. 252 × 1,2 = 452,4 - хоча правильний результат насправді 302,4).Близько половини випробовуваних виконали всі сім завдань, не поставивши під сумнів дані видані калькулятором. Вони були настільки переконані, що калькулятор ніколи не помиляється, що навіть очевидно неправильні результати та порівняння з власними підрахунками не викликало у них підозри.
Лі Росс та Крейг А. Андерсон сказали частині учасників, що успішність роботи пожежника залежить від його бажання ризикувати - чим більше бажання, тим краща успішність. Іншій частині було сказано, що навпаки - чим менше бажання, тим краща успішність. Після цього провели загальне обговорення, під час якого учасників проінформували про тестування та про відсутність будь-якого зв'язку між бажанням ризикувати та успішністю в роботі. Але коли потім було проведене опитування, то виявилось, що учасники зберегли віру в ці переконання.
В іншому дослідженні учасники близько чотирьох годин виконували завдання, дотримуючись вказівок із практичного посібника. Після роботи з правильними формулами, що збігалися з емпіричними даними, у посібник ввели формулу, за допомогою якої обрахунки давали навмисно більше значення об'єму сфер (на 50%), ніж воно є насправді. Потім піддослідним дали реальні сфери та попросили визначити їх об'єм. Спочатку вони використовували формулу, а пізніше заповнили кульку водою, перелили її в контейнер і безпосередньо виміряли об’єм води. Учасники дотримувалися запропонованої неправильної формули навіть всупереч очевидному емпіричному досвіду.
В останньому експерименті цієї серії всі 19 учасників мали ступені докторів з природничих наук і працювали дослідниками та професорами у двох великих університетах. Вони також порівняли два методи виміру об’єму вдруге з більшою кулькою. Попри експериментальні спостереження, усі учасники, крім одного, дотримувалися такої ж поведінки.
Об'єднавши всі ці експерименти, можна дійти цікавого висновку:
"Навіть якщо ми маємо справу з ідеологічно нейтральними уявленнями про реальність, якщо ці уявлення були нещодавно набуті, якщо вони надійшли до нас з незнайомих джерел, якщо вони були підроблені, і якщо відмова від них тягне за собою незначні відчутні ризики або втрати – ми, принаймні на деякий час, не схильні сумніватися в таких переконаннях на словах і навряд чи облишимо їх на практиці"